# Claymore
Claymore (クレイモア) és un manga de fantasia obscura i acció creat per Norihiro Yagi. Els onze primers toms foren adaptats a una sèrie d'anime amb un final alternatiu. Cada episodi durava 23 minuts i l'encarregat de la música fou Masanori Takumi. També es llançà el 2009 al mercat un videojoc anomenat Claymore: Gingan no Majo.
Per error la revista que la publica, Jump Square, anuncià que el manga acabaria en el tom 22. Més tard es desmentí la notícia. Per una polèmica entre Editores de Tebeos i Shueisha, EDT solament podé vendre fins al tom 21, així se'n quedà els drets Norma, tractant de no canviar-ne l'aspecte visual en excés. El govern de la República Popular de la Xina prohibí el 2015 la seua entrada al país juntament amb altres sèries d'anime.

## Història
Un món atacat per una plaga de yoma és contrarrestat per unes xiques amb espases molt grans anomenades pels protegits per elles claymores. Aquestes guerreres són meitat yoma i al llarg de l'ús dels seus poders poden arribar a convertir-se en yoma perillosos per a les seues companyes i als humans. Clare, una claymore, viatja al costat de Raki, un humà, després de salvar-lo.
La trama es desenvolupa al voltant de com Raki pretén despertar els sentiments típicament humans a Clare.

## Personatges i entitats
Personatges:
- Claymores:
  - Clare (doblada a l'anglès per Stephanie Young)[8]
  - Teresa (doblada a l'anglès per Christine Auten)[8]
  - Miria
  - Deneve
  - Helena
  - Galatea[9]
- Dimonis: S'alimenten d'humans. Poden apropiar-se del cos i cervell de la seua víctima fent-s'hi passar. Alguns són terrestres i altres poden volar. Poden ser els regulars, els exaltats (les claymores quan es descontrolen es converteixen en exaltats) i els abissals (els claymores inicials eren hòmens, i aquests es descontrolaren convertint-se en abissals). Hi ha el cas de les semiexaltades que són les claymores que han arribat a ser exaltades però han après a controlar-se tornant a ser claymores: en són semiexaltades Clare, Miria, Deneve i Helena.[10]
  - Riful de l'Oest:
  - Priscilla: l'enemiga principal de Clare. Un monstre amb una banya que resulta intocable.[9] Era una claymore que es convertí en una exaltada.[10]
- Humans:
  - Raki (doblada a l'anglès per Todd Haberkorn)[8]
  - Louvre: un home vestit de negre que comunica a Clare les missions.[9]

Entitats:
- L'organització[11]

## Rebuda
A la llista de ICv2 anomenada "Top 50 Manga - Summer 2008" situà al manga al lloc número 42. Aquesta llista es basa en el posicionament en vendes i popularitat extreta a través d'entrevistes amb distribuïdors i venedors al detall.
Els toms 7, 11, 12, 14, 15, 16, 18, 20 i 27 van rebre crítiques positives a Anime News Network. La sèrie de manga va rebre una crítica positiva a Manga News considerant com a negatiu el disseny dels personatges que es pareixen massa entre ells.
Quant a la sèrie, Todd Douglass Jr. donà una crítica positiva general als cinc primers episodis i Theron Martin celebrà l'aspecte visual i auditiu a més del musical. Li donà la nota d'una B+ en general. S'ha criticat negativament que la sèrie d'animació deixara dubtes sense resoldre i que tinguera un final així, que no adapta el final del manga, considerat anticlimàtic.

## Anàlisi de l'obra
L'obra de Claymore tant en la versió de còmic com l'animació ha sigut analitzada respecte als seus aspectes feministes i transhumanistes.
La periodista Sara B. Patrón afirma que és una obra amb característiques shōnen i seinen que no segueix els estereotips del shōnen, mostra els cossos femenins sense pretendre excitar a l'audiència i és feminista per mostrar personatges femenins amb papers de responsabilitat de manera quasi exclusiva. Altres autors han afirmat que malgrat trencar estereotips relacionats amb el sexe femení no és una obra feminista.
La investigadora Andrea de Pablo Rodríguez troba que a l'obra hi ha el tema típic japonés de la dona-monstre, que estableix una correlació entre la perversió de la feminitat i la pèrdua de la humanitat. Aquesta correlació s'explica com a originada per la "fantasia preedípica de la mare fàl·lica i l'abjecció cap al cos matern". Afirma a més que els personatges femenins no deixen d'estar inserts en un sistema patriarcat com a dones fàl·liques, on les relacions amoroses com l'amor maternal i el romàntic suposen el retorn a la feminitat i humanitat per igual. A. de Pablo Rodríguez emmarca la temàtica respecte al paper assignat al sexe femení en la societat japonesa com a aparent garantista de la igualtat d'oportunitats per a homes i dones, sent exemplar la Llei d'Igualtat d'Oportunitats del 1985 i 1992 que no té cap clàusula punitiva. Conclou, per tant, que no és una obra feminista sinó "una intricada fantasia masculina centrada en la castració femenina".
La investigadora Áurea X. Esquivel Flores afirma que no mostra a les dones ni com a éssers fràgils ni objectes de desig a causa de la forma forta i atlètica del cos i les perspectives de la imatge, a més que la possibilitat de tindre una forma eròtica decreix en utilitzar més el seu poder de yoma anomenat yoki. Les dones a la societat civil, abans de ser transformades per l'operació no tenien valor a aquesta. Dona com a exemple que els personatges femenins no hi són estereotipats el fet que les veus femenines no són quasi mai agudes. També és un element que trenca amb els estereotips d'assignació de valors a cada sexe el fet que mantinguen honor basat en la paraula i la integritat personal en compte de la integritat de l'himen fora de les directrius de l'organització.
Áurea X. E. Flores també analitza el tema del transhumanisme i els seus aspectes ètics, que està present amb el fet de la inserció de carn i sang de yoma en cossos humans per a generar guerrers, on aquests cossos són de xiquetes venudes o donades a una organització. Els efectes d'aquesta operació suposen tindre un poder extraordinari, mantindre's jove aparentment per sempre, i dolor i por constants, a més que perden el seu valor com a subjecte autònom i no totes sobreviuen a l'operació.
Áurea X. E. Flores explica que la relació de la identificació de l'espectador amb el dolor dels personatges quan són torturats són condicionats amb la perspectiva perquè l'espectador decidisca si empatitza o no.
Áurea X. E. Flores també destaca com una determinada lluita entre un home i una claymore, l'home lluita molt a gust per trobar-se lluitant amb una persona igual o superior, malgrat ser ell una persona amb molt d'impuls sexual que podria haver-lo fet lluitar o no per motivacions trobades pel fet d'ésser la seua adversària una dona.
La història mostra exemples de l'heroïna i l'heroïna fracassada.
Theron Martin el compara amb el manga Berserk i considera que és una variació del gènere de xiques amb pistoles.

## Anime
- Cançó d'obertura: Raison d'être per Nightmare[44]
- Cançó de tancament: Danzai no Hana~Guilty Sky (断罪の花 ~Guilty Sky~) per Riyu Kosaka[8]